# تیراندازی دبستان سندی هوک
تیراندازی دبستان سندی هوک (به انگلیسی: Sandy Hook Elementary School shooting) در تاریخ چهاردهمِ دسامبرِ ۲۰۱۲ رخ داد که ۲۶ نفر، شامل ۲۰ دانش‌آموز و ۶ نفر از کارکنان دبستان سندی هوک، در نیوتاون به دنبال تیراندازی جوانی مسلح کشته شدند. در همان روز و پیش از کشتار مدرسه، مادر تیرانداز و یک نفر دیگر هم پیش از حرکت او به سمت مدرسه توسط او کشته شدند. تیرانداز، جوانی ۲۰ ساله به نام آدام لانزا بود که بعد از کشتار و تیراندازی در همان مدرسه خودکشی کرد.
این واقعه سومین اتفاق خشونت‌بار کشتار جمعی با اسلحه در سال ۲۰۱۲ در آمریکا است.

## پیش از حادثه
پیش از حادثه، دبستان سندی هوک، مدرسه‌ای با ۴۵۶ دانش‌آموز شامل پیش‌دبستانی و چهار سال آموزش ابتدایی بود. بر اساس دستورالعمل‌های امنیتی جدید دبستان از سال تحصیلی جدید همه مراجعه کنندگان برای ورود می‌بایست توسط دوربین‌های مداربسته هویتشان مورد تایید قرار می‌گرفت. درهای دبستان ساعت نه و نیم صبح بسته می‌شد.

## جزئیات حادثه
پیش از تیراندازی در مدرسه، آدام، مادر ۵۴ ساله خود را که در آن دبستان کار می‌کرد به ضرب گلوله از پای درآورد.
این واقعه بعد از حمله سال ۲۰۰۷ میلادی در دانشگاهی در ویرجینیا که ۳۶ نفر کشته شدند، مرگبارترین حمله در یک مرکز آموزشی در آمریکا بوده است.

## قربانیان
اجساد قربانیان از مدرسه خارج شد و در طول شب بعد از تیراندازی شناسایی شد. پزشکی قانونی گفت همه مرگ و میرها ناشی از زخم گلوله‌های متعدد بوده است. یک سرباز دولتی به هریک از خانواده‌های قربانیان برای حمایت از حریم خصوصی‌شان و ارائه اطلاعات به‌طور مستقیم به آنها قبل از انتشار در مطبوعات از سوی مقامات اختصاص داده شد.

## متهم
به گفته پلیس، تیرانداز، جوان بیست ساله‌ای به نام آدام لانزا، مبتلا به اختلال شخصیت بوده که تا پیش از این هیچ پرونده جنایی نداشته است. او در کینگستون، در نیوهمپشایر، جایی که پدر و مادرش با هم ازدواج کرده بودند متولد شده بود. آدام همراه با مادرش در خانه‌ای در سندی هوک در ۸ کیلومتری از دبستان سندی هوک زندگی می‌کرد. مادرش از علاقه‌مندان به تفنگ بوده که براساس حرف‌های یک آشنا، اغلب دو پسرش را به تیراندازی‌های محلی می‌برد. پدر آدام که در دانشگاه نورث‌ایسترن در بوستون تدریس می‌کند تا کنون از اظهار نظر درباره تیراندازی خودداری کرده است. نانسی و پتر لانزا پدر آدام لانزا در سال ۲۰۰۹ از هم جدا شده بودند. پتر لانزا پدر آدام نایب رئیس شرکت GEcapital در نیوجرسی است.
دانش‌آموزان و معلم‌هایی که آدام لانزا را در مدرسه می‌شناختند، او را به‌عنوان یک فرد باهوش اما عصبی و بی‌قرار توصیف کردند و می‌گفتند که او به‌طور معمول توجه نمی‌کند. راننده اتوبوسی که برادران لانزا را از مدرسه می‌آورد از آنها به‌عنوان «پسران واقعاً خوب و با رفتار خوب» یاد کرد. باتوجه به حرف‌های همکلاسی‌های سابق آدام لانزا، او از لحاظ اجتماعی آدم راحتی نبود و هیچ دوست نزدیکی در مدرسه نداشت. دیلی تلگراف، لانزا را فردی علاقه‌مند به کامپیوتر و بازی‌های ویدئویی توصیف کرد.

## واکنش‌ها
پس از بروز این واقعه در واشینگتن حدود ۲۰۰ نفر در حالی که شمع در دست داشتند، در محوطه مقابل کاخ سفید تجمع کردند. گروهی از این تجمع‌کنندگان خواهان اقدام دولت برای کنترل استفاده از سلاح‌های گرم در آمریکا بودند.

### کاخ سفید
باراک اوباما زمانی که بیانیه تلویزیونی خود را در برابر دوربین‌ها می‌خواند، بارها سکوت کرد تا اشک را از گوشه چشم‌هایش پاک کند همچنین وی گفت باید کنار هم قرار بگیریم و فارغ از سیاست، اقدامی معنی‌دار انجام دهیم تا از فجایعی بیشتر شبیه این حمله جلوگیری کنیم.
این واقعه بار دیگر زمینه‌ساز آغاز بحث‌ها درباره مقررات مربوط به خرید و فروش سلاح‌های گرم در آمریکا شده است.

### سایر کشورها
مقامات بین‌المللی و رهبران کشورهای مختلف از جمله بان کی‌مون، دبیرکل سازمان ملل متحد؛ جولیا گیلارد، نخست‌وزیر استرالیا؛ فرانسوا اولاند، رئیس‌جمهور فرانسه؛ دیوید کامرون، نخست‌وزیر بریتانیا؛ کاترین اشتون، مسئول سیاست خارجی اتحادیه اروپا، خوزه مانوئل باروسو، رئیس کمیسیون اروپا؛ و رامین مهمانپرست، سخنگوی وزارت امور خارجه ایران، به بازماندگان این حادثه تسلیت گفتند و ابراز همدردی کردند.